# Юй-ши

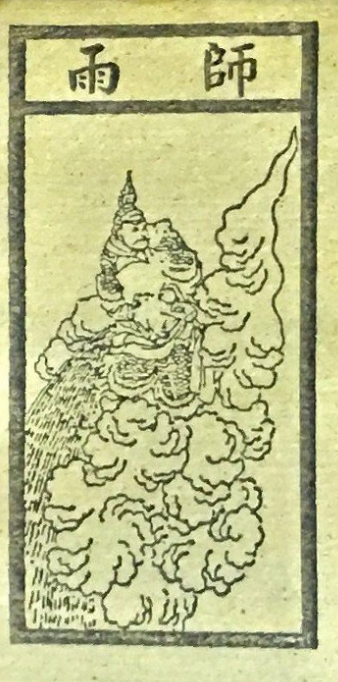

Юй-ши (кит. трад.: 雨師; спр.: 雨师; піньїнь: Yǔ Shī; досл.: «Майстер дощу») — китайський дух, а також бог дощу, нерозривно пов'язаний з іншим богом Фен-бо (кит.: 風伯). У низці пам'яток ідентифікується з Сюаньміном, сином стародавнього божества Ґун-ґуна, за іншими джерелами вважався божеством сузір'я Бі.

## Вигляд
З плином історії ідентифікувався й ототожнювався з різними персонажами та істотами. З одноногим птахом Шан'яном, який міг то збільшуватися, то зменшуватися в розмірах, від вдиху якого пересихали моря. А у коментарях до «Книги гір і морів» (4-2 ст. до н.е.) йдеться про те, що Юй-ши мав вигляд лялечки комахи. Згодом у пізніх храмових зображеннях Юй-ши набув антропоморфної зовнішності і став зображуватися у вигляді могутнього воєначальника з чорною бородою, вбраного в жовті обладунки, який тримав у лівій руці чашу, в якій перебував дракон (Лун), а правою розбризкував дощ (в інших випадках в правій руці в нього був меч семи зірок — Ці-сін-цзянь, яким він володарював дощем).

## Церемоніал
Згідно з Чжоуським обрядником, богу Юй-ши підносили в жертву тварин, щоб віддячити за працю з наслання дощу. Згодом культ бога Юй-ши зменшився і був потіснений культом Лун-вана - «царем драконів-лун», що володарював водами.  Однак маонанці та інші народи сучасного південно-західного Китаю вшановують Майстра дощів (Юй-ши) і дотепер, асоціюючи його з покровителем сільського господарства, вшановуючи його за допомогою ритуальних молитовних церемоніалів, щоб попросити про дощ і гарний врожай.